# Immagine di prodotto
Immagine di prodotto (in inglese Product Image) è un termine tecnico che si usa nel marketing e in pubblicità per indicare l'immagine del prodotto costruita attraverso la comunicazione. Il prodotto in questo modo avrebbe più possibilità di essere appetibile.
L'immagine di prodotto, quando non è il risultato di un'azione di Posizionamento, tende a formarsi naturalmente nel tempo.